# 테일즈위버
테일즈위버(Talesweaver)는 넥슨과 소프트맥스가 소설 룬의 아이들을 원작으로 공동개발한 엠엠오알피지(MMORPG)다. 2003년 6월부터 정식 서비스를 개시한 이후 꾸준히 사랑받고 있다.

## 개요
원작은 전민희의 룬의 아이들로, 이것에서 비롯되었다.

## 시스템
- 일본에서는 2004년 9월부터 정식 서비스 중이다.[1]
- 중화인민공화국에서는 2004년 5월에 처음 정식 서비스를 시작했다.[2]

## 캐릭터

### 주인공(테일즈위버의 14 캐릭터)
시벨린 우 (Sivelin Uoo)
12월 30일 탄생(염소자리), 20살 정도, O형, 남자, 키 187cm
추정 연령 20대. 본인은 24세 정도로 기억하고 있다.
용병들의 국가로 알려진 레코르다블에 기반을 두고 있는 다국적 용병 길드
섀도우&애쉬(Shadow&Ash)에서 최근 명성을 날리고 있는 젊은 용병.
자신의 키보다도 큰 거대한 창을 주무기로 사용하며 황금빛 눈동자와 타오르는
듯한 붉은 머리카락의 강렬한 인상으로 인해 "진홍(眞紅)의 사신(死神)"이라는
호칭으로 널리 알려져 있다.
과거에 있었던 사건의 충격으로 인하여 자신의 이름은 물론, 국적이나
출생지, 나이등 자신의 신상과 관련된 모든 과거의 기억을 잊어버린
상태이다. 현재의 그와 그의 과거를 이어주는 단서는 선상(船上)에서의
전투 도중 거대한 검을 사용하는 흑의 검사(黑衣劍士)에게 공격 당했다는
단편적인 기억과 가슴에 남겨진 거대한 상흔, 그리고 발견되었을
당시 지니고 있었던 작은 팬던트(Pendant)와 유래를 알 수 없는
낡은 건틀렛(Gauntlet) 뿐이다.
그가 사용하고 있는 시벨린이라는 이름은 예전에 그와 함께
페어(Pair)를 짜서 활동했던 늙은 용병 케렌스 우(Kerence Uoo)가
지어준 것으로, 3년 전 임무 수행 도중 시벨린을 대신해 그가
죽은 이후로 그의 성을 이어받아 사용하고 있으며 그의
유언을 지키고 자신의 기억을 되찾기 위해서 전 대륙을
돌아다니며 흑의검사에 대한 정보를 조사하고 있다.
얼마 되지 않는 기억마저도 결코 즐겁고 밝은 일들로만 채워지지는 않았지만,
그는 항상 밝은 모습을 보인다. 주변 사람들은 그를 유들유들하고 여자를 밝히는
호색한, 유쾌한 사람으로만 알기 십상이지만 이는 세상을 살아가기 위해
자신을 둘러싸도록 임의로 형성된 성격으로, 그가 실제로 마음 속에 얼마나
큰 짐을 지고 살아가고 있는지는 아무도 모를 일이다.
나야트레이 (Nayatrei)
1월 15일 탄생(염소자리), 15살, AB형, 여자, 키 152cm
은빛으로 빛나는 긴 머리카락과 신비로운 보랏빛 눈동자,
윤기나고 부드러운 갈색 피부를 가진 이채로운 미소녀. 귀여운
용모와는 대조적으로, 잔혹하게 보일 만큼 냉정한
표정을 가지고 있다. 3년 전 케이레스 사막에서 발생했던 모종의
사건 당시 몰살당한 소수 민족, “묘족(苗族)”의 유일한 생존자이다.
부족의 가르침에 따라 생명의 은인인 시벨린을 주인처럼 따르며
“신의 무구(神之武具)의 수호자(守護者)로써 ‘심판자(審判者)’를 찾아라”라는
자신에게 주어진 묘족 최후의 사명을 수행하고자 한다.
지독히 차가운 원칙주의자. 규칙을 깨는 것을 매우 싫어하는 데다 확고한
권위에 말없이 복종하는 일에 의문을 가지지 않는다. 감정을 절제하고
잘라내는 훈련을 받아 왔으므로 동정심이나 개인적은 충동에 휩쓸리는
법이 없으며, 문제를 폭력적으로 해결하는
일에도 그다지 반감이 없다. 예정되지 않은 일,
지나치게 자유로운 선택권이 주어진 일에는 익숙하지 않으며 꽉
짜여진 규칙과 의무감을 중요하게 여긴다.
마르고 날쌘 몸과 가벼운 몸놀림으로 신속한 공격이 가능하며 모든 종류의 단검과 단도로 이도류를 사용하는
뛰어난 검술의 소유자이다. 마법에도 조금 소질이 있어 마법을 전혀 사용하지 못하는 시벨린과 좋은 페어를 이루고 있다.
시벨린과 마찬가지로 다국적 용병 길드 섀도우&애쉬에서 자유 용병으로 활동하고 있으나, 시벨린의 말 외에는 누구의 말도
따르지 않아 발군의 실력에도 불구하고 길드 내에서의 지위와 신뢰는 상당히 낮은 편.
이스핀 샤를 (Ispin Charles)
10월 6일 탄생(천칭자리), 17살, AB형, 여자, 키 168cm
본명은 샤를로트 비에트리스 드 오를란느(Charlotte Bietris de Orlanne).
실용마법학(實用魔法學)에 있어 독보적인 발전을 거듭하고 있는 마법국가인
오를란느 공국의 가장 유력한 작위 후보자이다. 7년 전 정식 대공 작위 계승자이자
이스핀의 이복 오빠였던 베르나르 조프레 드 오를란느(Bernard Geoffrey de Orlanne)
왕자가 작위 계승자로써 공인 받기 위한 의식 도중 사고사(事故死)한 이 후
그의 뒤를 이어 새로운 대공 작위 후계자가 되었으나, 정치적인 문제로 인해
지금까지도 작위 계승자 공인 받지 못한 상태이다.
호리호리하지만 검술로 다져진 단단한 몸매와 영리하게 반짝이는
검고 커다란 눈, 짙은 눈썹과 속눈썹, 그리고 짧게 자른
검은 단발머리의 미소녀. 하지만 공주라는 단어에서 연상되는
가냘프고 소녀적인 이미지와는 달리, 언뜻 보면 소녀라기보다는
오히려 잘생긴 미소년에 가까운 면모를 지니고 있다.
겉으로 보기엔 누구보다 밝고 발랄하고 상냥하며 온화하고 회유적이지만,
실제로는 지독히도 냉정하고 목표를 위해선 물불을 가리지 않는 성격의 소유자이다.
사람들의 이해관계를 직관적으로 파악하는 능력이 있고 그 사이를 조율해 자신에게
이익이 되는 방향으로 설정하는 것에도 타고난 재능이 있다. 불공정한 일에 분개하고
남을 돕기로 결정했으면 끝까지 노력하는 성품이며, 선량하고 정직하다. 하지만 한편으로는
자신과 관련 없는 일에는 냉정해지며, 필요에 따라서는 타인의 감정이나 권력을
이용하는 데에도 망설임이 없는 일면도 가지고 있다.
검에 있어선 기사들과 상대해도 밀리지 않을 정도로 발군의 실력을 갖추고 있는데,
특히 세이버(Saber)와 같은 가볍고 빠른 검은 그녀가 가장 즐겨 사용하는 무기 중 하나이다.
본래대로라면 오를란느에서 대공이 되기 위한 수업을 쌓고 있어야 할 그녀이지만,
작위 계승 의식을 치르기 직전 반공작파의 음모에 휘말려 현재는 대륙 최남단에
위치한 아노마라드의 항구도시 나르비크에서 남장으로 신분을 숨긴 채 다시 본국으로
돌아갈 날을 기다리며 섀도우&애쉬의 신참내기 용병 이스핀 샤를로써 활동하게 된다.
막시민 리프크네 (Maximin Liebkne)
6월 7일 탄생(쌍둥이자리), 17살, B형, 남자, 키 178cm
공화정으로의 회귀를 주장하는 반왕정 혁명운동가였던
위드마크 리프크네(Widmark Liebkne)의 맏아들이다.
깡마른 체구에 커피색의 비죽비죽하게 기른 머리카락과
갈색 눈동자가 날카로운 인상의 소유자로, 기분파에다 상당한
주당일 뿐만 아니라 시니컬한 어투로 상대방을 화나게 하는 화술의 대가다.
명쾌한 추리력과 빠른 상황 판단 능력은 타의 추종을 불허할 정도지만,
천성적으로 게을러서 생각하는 것 자체를 귀찮아하기 때문에 실제로 그 능력을
활용하는 경우는 극히 드물다. 혁명 운동에 심취해 가정을 버린 아버지 때문에
6명이나 되는 동생들과 함께 온갖 고생을 하며 살아왔던 탓에 귀족과 정치가,
그리고 권력층에 대해 엄청난 악감정을 가지고 있다.
특별히 검술을 배운 적은 없지만, 자신의 몸을 지키는데 필요한 기술들만큼은
확실히 익히고 있다. 단지 그 기술이란 게 제대로 무기를 다루는 법을 배운
적도 없이 그저 되는 대로 사용해온 것이 몸에 밴 터라, 사실상 검술을 사용하는 게
아니라 검이나 도를 가지고 각목이나 몽둥이로 후려갈기는 느낌에 가깝다.
또한 마법은 잘 사용하지 못하지만, 바람술사로서의 재능이 있어 본능적으로
바람을 사용하는 방법을 알고 있어 무의식적으로 이를 활용하고 있다.
일거리를 찾아서 돌아다니던 도중 우연한 계기로 섀도우&애쉬 나르비크 지부의
마스터 르베리에를 도와 사건을 해결한 것이 인연이 되어 섀도우&애쉬의 탐정으로
활동하게 되었는데, 최근에는 예전처럼 큰 사건들이 발생하지 않아 주로 정보
조작이나 분실물 찾기 같은 허드렛일을 하면서 하루하루를 보내고 있다.
루시안 칼츠 (Lucian Kaltz)
4월 4일 탄생(양자리), 17살, O형, 남자, 키 176cm
유명한 모험가였던 선조, 라그랑즈 칼츠(Lagrange Kaltz)의 '필멸의 땅'
모험기에 매료된 몽상가. 황금빛 결 고운 머리카락과 장난기 어린
진청색 눈동자를 가진 미소년이다.
솔직담백하고 긍정적인 에너지로 가득한 타입. 좋고 싫은 것이
명확한 만큼 흥미가 당기는 일에는 적극적으로 매달리며 만사를
비관적으로 생각하지 않는다. 혼자 고민하거나 우울해하는
일도 없고 대신 철저한 책임감 같은 것도 거의 없는 편.
언제나 활발하고 밝은 낙천적인 성격의 소유자로써, 감정과
상황에 따라 즉흥적으로 행동하는 성향이 강하다. 그
때문에 언뜻 보기에 무책임하게 앞뒤 가리지 않는
철부지 어린아이 같아 못미더워 보일 수도 있지만,
레이피어(Rapier)를 비롯해 한 손으로 다루는 검은
대부분 사용이 가능할 정도로 숙련된 검술 실력을 가지고 있다. 또한,
조금이지만 마법에도 소질이 있어서 보리스에게 배운 간단한 공격 마법과
보조 마법도 사용할 수 있다.
현재 아노마라드 최고의 상단인 칼츠 상단의 차기 후계자이지만 정작 그 자신은
어린 시절부터 꿈꿔온 모험에만 관심이 있어, 현재는 그의 아버지 드메린 칼츠에게 왕실
소속 길드 액시피터(Accipiter)에서 실력을 인정 받는다면 모험을 떠나도록 허락해주겠다는 약속을
받고 친구이자 가드(Guard)인 보리스와 함께 나르비크의 액시피터 지부에서 수련을 쌓고 있다.
언젠가 필멸의 땅마저 넘어 미지의 어딘가로 모험을 떠나게 될 날을 꿈꾸며
보리스 진네만 (Boris Jinneman)
7월 12일 탄생(게자리), 17살, A형, 남자, 키 179cm
아노마라드에서는 보기 드문 회청색 눈동자와 허리까지 길게 늘어뜨린 짙은색
머리카락이 인상적인 소년 검사로, 나이는 루시안과 같은 17세. 항상 검은색의
옷만을 입고 다닌다.
그리 큰 체격이 아님에도 불구하고 양손검과 대검을 자유자재로 다룰 수
있을 정도로 강한 힘과 뛰어난 기량을 갖추고 있으며, 그 유래가 알려지지
않은 영검술(影劍術)이라는 매우 특이한 검술을 사용한다. 그의 애검인
윈터러(Winterer)는 7년 전 사고로 목숨을 잃은(룬의 아이들에서는 자살했다고 나온다.)보리스의 형,
예프넨 진네만의 유품이며 본래 강력한 마력을 가진 마검이었으나
현재는 어떤 이유로 인해 그 힘이 봉인되어 있어 외견상
평범한 바스타드 소드로 보인다.
보리스는 어떤 상황에서도 냉정하고 침착함을 잃지 않는
차분한 성격으로, 언제나 어두운 표정의
포커페이스이다. 합리적으로 행동하는 편이지만
매사를 비관적이고 냉소적으로 바라보는 성향도
있다. 지독한 개인주의자로, 특별한 경우가 아니면
절대 타인의 일에 간섭하지 않으며 다른 사람들과
관계되는 것 자체를 매우 꺼린다. 많은 말을 하지
않으며 자신이 아는 것을 말로 전하는 일에 실제로
서투른 편이며, 남의 일에 신경 쓰는 것을
싫어하면서도 결국 자신과 연관된 사람들의
안위에서는 완전히 관심을 거두지 못한다.
호위검사라는 현재의 직업으로는 짐작이 가지 않지만, 본래는 트라바체스의 유력한 귀족이었던
진네만 가의 둘째 아들로 태어났으며<나> 가문의 몰락과 형의 죽음 이후 어디에도 적을
두지 않고 떠도는 방랑자의 신세가 되었다.
밀라 네브라스카 (Mila Nebraska)
12월 2일 탄생(궁수자리), 24살, B형, 여자, 키 178cm
아노마라드 뿐만 아니라 아르미드 대륙 남부에서 활동하는 해적들 사이에선
모르는 사람이 없을 정도로 유명한 해적단 ‘붉은 사수’의 젊고 유능한 여선장.
채찍이나 플레일 같은 편기(鞭器)를 즐겨 사용하며, 암기 사용에도 능숙하다고
알려져 있다.
운동으로 단련된 단단한 근육과, 성숙하고 여성스런 풍만한 몸매의 소유자.
뒤는 짧고 양 옆은 긴 심플한 오렌지색 단발 머리에 갸름한 얼굴, 에메랄드를
연상케 하는 날카로운 초록색 눈동자, 항상 자신감이 가득한 당당한
미소가 돋보이는 강렬한 인상의 미인이다.
어려서부터 바다에서 해적으로서 살아온 탓에 어지간한 일로는
눈썹 하나 까딱하지 않을 정도로 강심장이며, 어떤 상황에서도
긍정적인 태도를 보이는 낙천주의자로 모든 일을 결정하는 데
있어 언제나 단순 명쾌하며 문제가 생기더라도 뒤끝이 없는,
깔끔하고 호탕한 성격 덕분에 선원들 사이에서 인기가 높다.
화끈한 말투에다 거친 선원들에게 지지 않을 만큼 술도 굉장히 세다.
어린 시절 할머니의 임종 후 고아가 되어버린 자신을 키워준 양아버지,
줄 네브라스카(Jul Nebraska)와 함께 해적들 사이에 전해 내려오는 '영광의 항로'를
찾아 여행을 하던 도중, 고대 유적에서 우연히 손에 넣은 상자를 노리는 푸른 갤리선을
탄 정체불명의 해적들과의 전투에서 양아버지를 잃게 된다. 이후 선장의 자리를
이어받아 양부의 복수를 위해 푸른 갤리선을 뒤쫓고 있다.
티치엘 쥬스피앙 (Tichiel Juspian)
9월 1일 탄생(처녀자리), 17살, O형, 여자, 키 170cm
언제나 최고의 행운이 함께 하는 귀여운 사고뭉치 아가씨. 온화하고
선량한 천성과 더불어, 근원에서 우러나오는 만족감과 행복한 마음을
가지고 있어서 남의 어두움에 끌려 들어가는 일이 없는 언제나 밝고
티없는 성격의 소유자이다.
허리까지 흘러내리는 플라티나 블론드(Platina blonde)빛의 아름다운
머리카락과 생기 넘치는 눈동자의 소유자. 새하얀 의상이 잘 어울리는
흰 피부와 청순한 이목구비, 그리고 보기만해도 행복해지는 그녀의
천진난만한 미소는 주변의 공기마저도 행복하게 만드는 힘을 가지고 있다.
헌신적이고 긍정적이며, 남을 위해 진심으로 울고 웃을 수 있는 선량한
소녀로 누구든 그녀와 함께 있으면 긴장을 풀게 된다.
수많은 약초와 약들은 그 이름만 듣고도 용도를 줄줄 읊을 정도로 방대한
지식을 가지고 있으며, 그녀의 아버지인 대마법사 앨베리크
쥬스피앙(Alberike Juspian)을 능가할 정도로 마법에도 천부적인 재능을
가지고 있으나, 정작 본인은 자신이 가진 힘이 얼마나 대단한 것인지
전혀 모르고 있다.
어린 시절부터 지금까지 한 번도 세상에 나오는 일 없이 인적 없는 깊은
산 속에서 아버지와 함께 세상과 격리된 채 자신만의 평화로운 시간을
살아오던 티치엘이 홀홀단신으로 집을 떠나 여행을 떠나게 된 것은 아버지의
편지와 어머니의 유품을 고향에 전해달라는 심부름 때문으로, 이를 위해서 아버지의
오랜 친구인 액시피터 본부장을 만나기 위해 나르비크로 향하면서
그녀의 첫 번째 여행이 시작된다
조슈아 폰 아르님 (Josua von Arnim)
2월 28일 탄생(물고기자리), 18살, B형, 남자, 키 182cm
아노마라드에서도 손꼽히는 명문가, 아르님 가(家)의 후계자.
타고난 대귀족이며 넘치는 기품과 무시무시할 정도로
많은 재능을 지닌 천재.
놀라울 만큼 아름다운 용모와 타고난 미성(美聲)의 소유자.
마른 체구에 푸른 빛이 도는 회색 머리카락, 조금 더 어두운 빛깔의
눈동자를 가지고 있다.
모든 이야기에 귀를 기울이고 모든 이야기를 기억하며, 그러나 모든 이야기에
가치를 두지 않는다. 그에게는 모든 사물과 인물이 연극 무대 위의 한 바탕 허구와
다를 바 없으며, 자신 역시 자신의 배역을 충실히 이행하고 있을 뿐이라는
인식이 저변에 깔려 있다. 굳이 말하자면 ‘타고난 배우’. 태어날 때부터
지나치게 많은 것을 가지고 있었으므로 특별히 무언가에 집착하거나
욕망하지 않으며 인간관계에도 신뢰를 두지 않는다. 덕분에 인간적인 어떤 면이
결여되어 있으며, 사회성이 부족한 성격이지만 ‘부족하지 않은 연기’를 할 수는 있다.
넘치게 주어진 선천적인 재능에 스스로 중압감을 갖고 있으며,
자신을 컨트롤하는데 미숙하나 타인에게 드러내지 않는다.
어린 시절에 하나뿐인 누나를 잃었고, 명석한 두뇌와 지위 덕분에
격변하는 정세를 바로 곁에서 완벽하게 이해해 왔다. 덕분에
세상 모든 것을 관찰하듯 무심히 바라볼 뿐, 의지하거나 기대하지 않으며
자신의 그러한 면을 자조하는 일면도 있다. 대개는 상냥한 얼굴과
부드러운 말씨로 귀족다운 자신을 가장하고 있어, 무의식적으로
완벽함과 조화를 추구한다.
클로에 다 폰티나 (Cloe da Pontina)
11월 11일 탄생(전갈자리), 17살, A형, 여자, 키 165cm
17세. 풍성한 금발과 사파이어 빛 눈동자를 가진, 누가 보아도 완벽한 미녀.
본인은 내심 매우 싫어하고 있지만 어쨌든 언제나 아름다운
드레스 차림을 고수한다. 아노마라드에서 왕비와 어머니를 제외하면
가장 신분 높은 여성이기도 하므로 타인에게 칭송 받는 것에 익숙하며,
항상 완벽하게 보이도록 자기 자신을 가공할 줄 안다.
이 나라 최고 귀족 가문의 영애인 탓에 몇 번이고 본의 아니게
잘 알지도 못하는 귀족의 아들과 약혼했다가 파혼하곤 했다.
지금도 폰티나 가문에 줄을 대기 위해 그녀와 혼약을 맺으려는
귀족 집안은 국내외를 불문하고 줄을 섰기 때문에 바뀔 가능성은
다분하다. 그녀가 약혼자에게 전혀 신경을 쓰지 않고 있는 것은
벌써 몇 번이나 약혼자가 바뀌었기 때문이다. 그녀의 집안은 현재
아노마라드 왕비인 안리체를 배출한 곳이며 현 국왕 체첼이 새로운
왕국을 만드는 것에 적극적인 힘을 제공했기 때문에 아노마라드
안에서는 그야말로 무소불위(無所不爲)의 권력을 가지고 있다.
클로에가 어느 집안 사람과 결혼하느냐 하는 것은 정치적으로도 매우
중요한 문제라서 수많은 집안들이 여전히 경쟁하고 있다.
‘가문’과 ‘외모’ 이외의 것에서 자기 자신을 증명하고자 하는 욕구가 깊이
내재되어 있다. 예민하고 명석한 여성으로, 자신이 특별한 운명을 가지고
있다는 것을 알고 있으며, 세상의 이변을 어렴풋이라도 짐작하고 있는
몇 안 되는 사람이기도 하다.
타인의 기대에 어긋난 적이 없는 완벽한 귀부인의 모습임에도 그 중압감
때문에 자기 자신에게 지나치게 엄격하며, 또한 자신에 대한 평가가 대단히
낮다. 드높은 자존심과 합치하지 않는 자기 평가 때문에 내면에서 항상 갈등을
겪고 있으나 절대로 남에게 약한 모습을 보이지 않는다. 속임수를 쓰거나 비굴한
방법을 이용할 필요가 없는 지위에 있어 온 만큼, 그녀는 공정하지 못한 것과 비굴한 태도를 경멸한다. 원칙과 정도(正道)를 벗어나는 일이 없고, 권력을 이용하는 일 자체에 대한 거리낌은 없지만 그것이 부당한 이득을 취하는 데 사용되어서는 안 된다는 믿음을 가지고 있다.
란지에 로젠크란츠 (Lanziee Rosen Kranz)
2월 19일 탄생(물병자리), 17살, AB형, 남자, 키 176cm
약간 가냘프게 보이는 체격과 흐트러진 하늘빛 머리칼, 우울한 신비로움을
지닌 선홍색 눈동자를 가진 소년 같은 인상의 소유자. 뾰족한 콧날과 턱 때문에 보는
이에게 단호하고 날카로운 인상을 준다. 타인들은 잘 알아보지 못하지만 한 때
검거되어 당한 고문의 결과로 왼손 손목에 약간의 이상이 있다.
보편적 이성을 신뢰하며 개인의 행복보다 사회의 발전을 위해 스스로를
희생하겠다는 강한 의지로 무장된 인물. 한 번 본 사람은 잊지 못할 만큼
인상적인 미소년으로, 여성스럽고 부드러운 용모이나 냉정한 판단력과
행동력을 갖추고 있다. 마음이 곧고 불의를 미워하며, 고결하다고 할 만큼
보편적인 인간애의 소유자이다. 정의감에서 저절로 흘러나오는 대단한 카리스마를
지녔으며 리더십 또한 탁월하다. 그보다 나이가 많은 사람 앞에서도 진지하게
말할 때엔 상당한 위엄을 지니고 있으며, 따라서 쉽게 접근하거나 함부로
대하기 어려운 인상이다.
농담을 모르는 성격으로, 본인은 잘 모르는 것 같지만 거의 항상 긴장해 있고 일종의
강박에 매여 있는 것처럼 보인다. 공평하고 칼 같고 냉철하며, 자기 자신도 항상
공정해야 하고 항상 객관적이어야 한다는 관념을 가지고 있으면서도 은근히
‘동지’들에게는 무른 면을 가지고 있다. 자신이 스스로에게 엄격한 대신 ‘동지’로
인정한 타인에게는 관용적이고 소년다운 일면도 존재한다는 사실을, 정작 본인은
전혀 인식하지 못한다.
란즈미의 오빠, ‘민중의 벗’의 임원, 공화정을 위한 혁명가… 등에서 보듯, 항상 자신의
지위를 통해 자기 자신의 책무를 감당하고 이해해 왔기 때문에 개인적인 행복을
꿈꿀 줄 모른다. 그러므로 인간에 대한 보편적인 애정을 가지고 있음에도 불구하고
개인 대 개인으로 관계를 맺는 법은 ‘전혀 모른다’. 항상 타인의 사랑을 받지만 그
자신은 공화정과, 여동생과, 이상적인 사회를 사랑하며 언제나 헌신할 뿐 개인의
만족을 위할 줄 모르는 사람이다."
이자크 듀카스텔
5월 5일 탄생(황소자리), 35살, O형, 남자, 키 180cm
"그 사람, 평생을 전투로 산 사람이었어.
그러면서도 저토록 고뇌 한 점 없는 얼굴이라는 것이 놀라웠어."
(룬의 아이들-윈터러 中)
35세. 본명은 시고누.
렘므 지방 야만족 출신의 전사로서, 180센티미터가 넘는 키에
체술로 다져진 다부진 몸매를 소유하고 있다.
스스로를 원 종족이라고 칭하는 야만족 중 가장 영향력 있는
'캄자크' 부족 출신으로서, 과거, 엘베 전투에서 엄청난 전적을
기록한 원 종족의 영웅이며, 야만인들 뿐만 아니라 대륙 사람들
대부분이 시고누라는 이름만 들어도 공포에 떨 정도의 위명을
자랑한다.
외모는 나긋나긋하고 유순해 보이지만 캄자크족 최고의 전사인 만큼
필요에 의해 얼마든지 잔인해 질 수 있으며,
대륙의 강자들 대부분은 가짜라며 평가절하했던 샐러리맨조차
진정한 강자라고 인정할 정도의 인물이다.
대륙의 사람들에게 두려움과 경외의 대상인 이자크이지만,
이외로 소심하고 여리며,
아이 같은 천진함과 순수성을 갖고 있다.
취미는 '아내에게 연애 편지 쓰기'와 ' 딸에게 줄 예쁜 선물 사기'
 아나이스(아나벨) 델 카릴 (Anais del caril)
8월 14일(사자자리). A형. 16세. 여. 신장 154cm
굉장히 발랄하고 애교넘치는 표정에 재기 넘치는 '장난 꾸러기'이며, '투정많은 어린아이'
소환술에 능하지만, 징그러운 것은 아무리 부탁해도 불러주지 않는다.
손재주가 뛰어나 아무재료나 갖고도 뚝딱뚝딱 무엇인가를 잘도 만들어 낸다.
굉장히 귀여운 얼굴에 유난히도 눈이 크다.
그 눈을 깜빡이며 무엇인가를 부탁하면 누구든 거절하기 곤혹스러워 진다고 한다.
'이자크 듀카스텔'과 함께 다니고 있다.
이중인격자로서..
'아나벨' 일 때에는 핑크빛 머리카락을 커다란 리본으로 올려 묶고 있으며, '아나이스'가 되면 머리카락을 푼다.
사탕통을 늘 가지고 다니며 과일 캔디 없이는 못 산다.
초콜릿과 같은 달콤한 음식을 즐기며, 예쁜 리본이나 귀여운 인형등을 발견하면 너무 좋은 나머지 비명을 지른다.
꽃이나 강아지 등도 매우 좋아하고 있는 듯.
한마디로 표현한다면, 짓꿎은 꼬마요정.
여담이지만, 15살의 나야트레이한테 '언니'라고 불렀다. '아나벨'이..
아나이스가 되면 상당히 성숙한 모습을 보인다.
 벤야(Benya) 
생년월일 3월31일. 혈액형 미상. 겉보기 나이 13-16세. 여. 신장 160cm
성격 : 정체를 알 수 없는 유령 소녀로서 학원괴담(?)의 주인공. 수수께끼 같은 예언을 던지는 기묘한 존재이지만, 본래는 짓궂고 새침한 성격인데다 각종 무시무시한 장난을 즐겨서 학생들을 깜짝 놀라게 하곤 한다.
재능 : 결코 자세하게는 말해 주지 않지만, 무시할 수 없는 예언력을 가지고 있다. 그 외에도 공중부양, 물체 통과, 폴터가이스트, 직접기록(유령이 펜을 움직여 글을 쓰는 것) 등 유령다운 자질이라면 무엇이든 갖고 있으며 갈수록 사용 횟수도 늘어난다.
외모 : 키-160. 바람 불면 날려갈 것 같은 가녀린 몸매에 자루 모양의 잠옷 같은 긴 드레스를 걸치고 있다. 유령 모습일 때는 등뒤의 사물이 투명하게 비쳐 보이는 모습이며, 인간인 체 하고 나타날 때엔 푸른 머리카락에 연한 자줏빛 눈동자, 유난히 새빨간 입술을 가지고 있다. 머리는 길게 풀고 있으며 왼쪽 귓가에 수십 개의 다이아몬드로 만들어진 백합꽃 모양의 보석 핀이 꽂혀 있다.
버릇, 취미 : 어둠 속에 말없이 서 있기, 차려 놓은 음식 몰래 먹기, 밤중에 달그락대는 소리내기, 허공에서 물체 움직이기, 남의 몸 속에 멋대로 들어가기...
한 마디로 표현한다면 : 황당하고 귀여운 유령 소녀.

### 주요 NPC
예프넨 진네만 (Yevhnen Jinneman)
3월 10일 탄생(물고기자리), 21살 (생존시 25살), A형, 남자
보리스의 형. 베르나르 조프레 드 오를란느의 친위병. '윈터바텀 킷'(Winterbottom Kit)의 원래 주인. 보리스가 채 성장하기 전에 보리스에게 '윈터러'(Winterer)를 물려주게 된다. 그리고 베르나르가 실종된 사건이 일어난 날. 예프넨 역시 실종된다.
- 원작 룬의 아이들에서 예프넨은 사망하지만, 테일즈위버 상으로는 살아있다. 또한 원작 상의 예프넨은 짧은 연갈색 머리로 묘사되지만 게임에서는 보리스와 비슷한 짙은 군청색의 장발을 하고 있다.